# 柳活
柳活是相声术语之一，主要是指一些以大段唱功戏为主的相声段子。柳活中相声演员多模仿演唱京剧、越剧、梆子等剧种，并通过正唱与歪唱相结合的方法制造笑料。代表段子有《捉放曹》《八大改行》《秦琼卖马》《杂学唱》等。
以使用柳活为出名的相声演员主要有张葆华和绪德贵，陈子贞和广阔泉，侯宝林等。
1. ↑  马季. . 广东人民出版社. 1980.